# 코타이

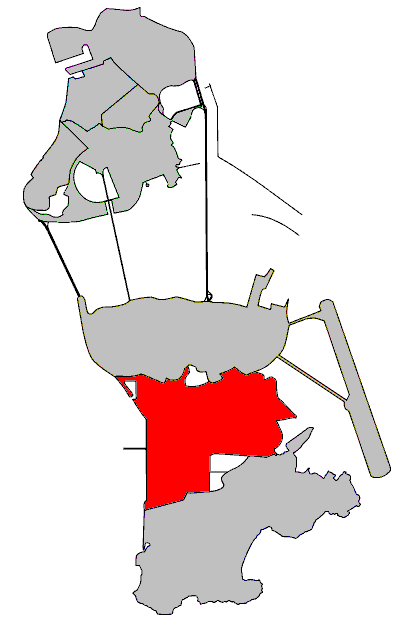
코타이의 위치

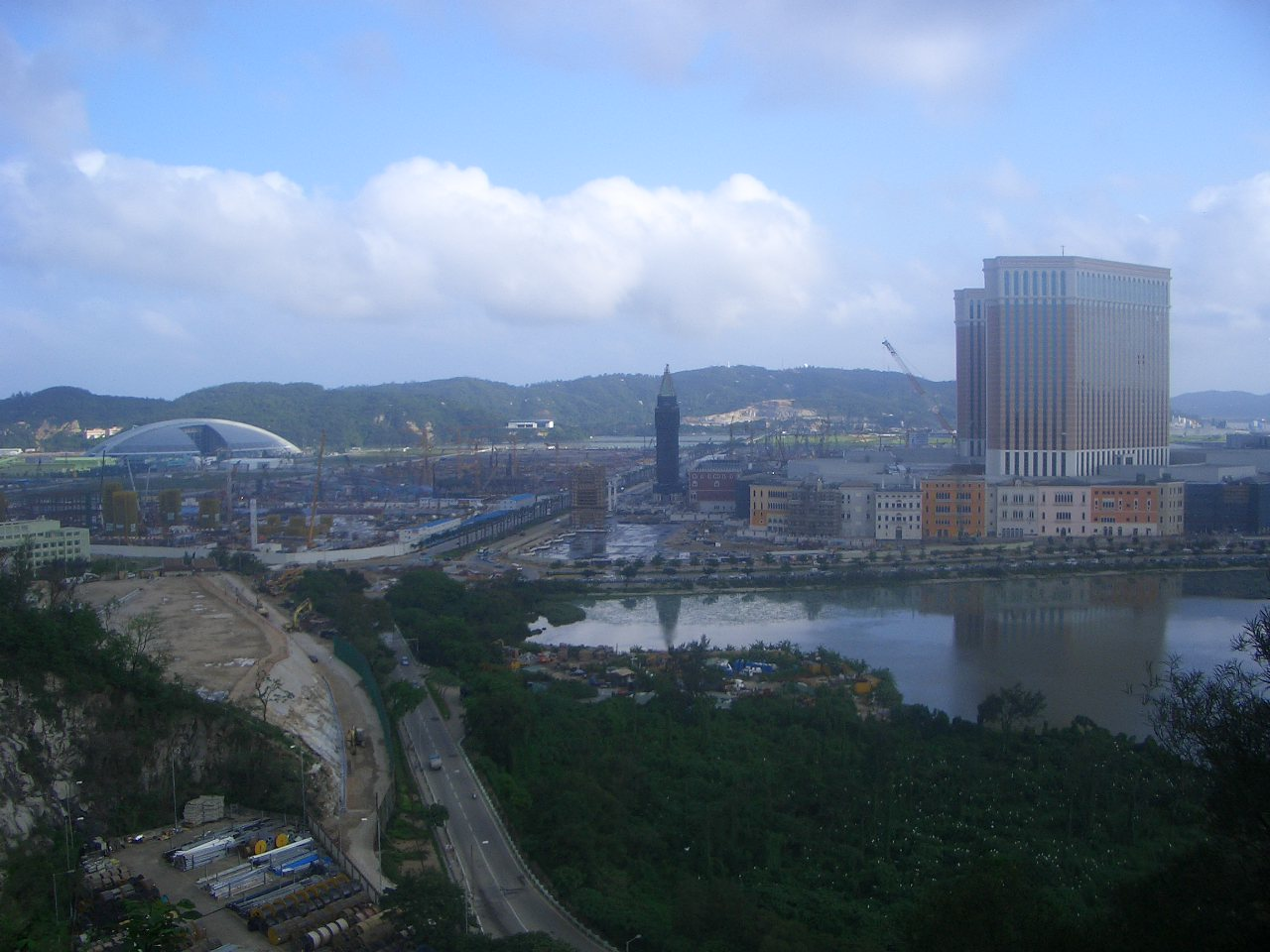
코타이 시가지 (2007년)

코타이(포르투갈어: Cotai, 중국어: 路氹城, 병음: Lùdàng Chéng 루당청[*], 한국어: 노당성)는 마카오 타이파섬과 콜로아느섬 사이에 있는 매립지로 면적은 5.2km2이다. "코타이"는 '콜로아느'(Coloane)와 '타이파'(Taipa)의 합성어이다.
1960년대 타이파섬과 콜로아느섬 사이에 있는 지협을 매립하고 그 곳에 도로를 건설하면서 형성되었으며 매립 사업은 1990년대까지 진행되었다.

## 같이 보기
- 코타이 스트립